# Fallen (album Burzum)
Fallen  ósmy album studyjny norweskiego projektu muzycznego Burzum. Wydawnictwo ukazało się 7 marca 2011 roku nakładem wytwórni muzycznej Byelobog Productions. Jako okładka albumu został wykorzystany obraz francuskiego malarza Williama-Adolphe Bouguereau pt. „Elegy”. 
Nagrania zostały zarejestrowane w Grieghallen Studio w listopadzie 2010 roku we współpracy z Pyttenem. Wszystkie utwory zostały zmasterowane w Whitfield Mastering w Londynie. Płyta dotarła do 10. miejsca fińskiej listy sprzedaży. Z kolei w Norwegii płyta uplasowała się na 27. miejscu tamtejszej listy sprzedaży.

## Lista utworów
Opracowano na podstawie materiału źródłowego.
| Nr | Tytuł utworu               | Długość |
| -- | -------------------------- | ------- |
| 1. | „Fra Verdenstreet”         | 01:02   |
| 2. | „Jeg Faller”               | 07:49   |
| 3. | „Valen”                    | 09:21   |
| 4. | „Vanvidd”                  | 07:06   |
| 5. | „Enhver Til Sitt”          | 06:16   |
| 6. | „Budstikken”               | 10:10   |
| 7. | „Til Hel Og Tilbake Igjen” | 05:57   |
|    |                            | 47:41   |

## Twórcy
Opracowano na podstawie materiału źródłowego.
| - Varg Vikernes - śpiew, gitara, gitara basowa, perkusja, produkcja, miksowanie, dizajn, oprawa graficzna - Pytten - produkcja muzyczna, miksowanie - Naweed - mastering - Dan Capp - dizajn, oprawa graficzna |  | - Lorenz Frølich - oprawa graficzna - Ludwig Pietsch - oprawa graficzna - William-Adolphe Bouguereau - okładka |